# Nikolaus Heinrich Ditmersen
Nikolaus Heinrich Ditmersen (* 1658; † 20. März 1706 in Hermannstadt) war ein königlich dänischer Obrist und Chef des Oldenburger Reiterregiments.
Er war der Sohn des Lüneburger Patriziers Georg Ditmersen. Er wurde am Gymnasium in Hamburg erzogen. Danach kam er zu dänischen Armee und stieg bis zum Obristen über das Oldenburger Reiterregiment auf. Das Regiment wurde am 25. Oktober 1701 in kaiserlichen Sold übernommen, um im Spanischen Erbfolgekrieg in Italien zu kämpfen. Ditmersen starb bereits 1706 in Hermannstadt.